# Mark Rappaport
Mark Rappaport, né le 15 janvier 1942 à New York, est un réalisateur et critique de cinéma américain, principalement auteur de films indépendants.

## Biographie

### Jeunesse
Né et élevé à Brighton Beach, à New York, Mark Rappaport est diplômé du Brooklyn College en 1964 avec un B.A. dans la littérature.

### Carrière
À partir de 1966, il réalise deux courts métrages et six longs métrages à petit budget, notamment The Scenic Route en 1978, influencé par le cinéaste franco-allemand Max Ophüls, Impostors (1979) et Chain Letters (1985).
En 1992, il réalise Rock Hudson's Home Movies, un documentaire sur l'homosexualité de Rock Hudson à travers des extraits de ses films. La même forme a été utilisée pour From the Journals of Jean Seberg (1995) et The Silver Screen : Color Me Lavender (1997) animé par Dan Butler. En réaction à ce travail, le critique Matt Zoller Seitz a surnommé Rappaport « le père de l'essai vidéo moderne ».
En 1994, Mark Rappaport a commencé à contribuer à la revue de cinéma française Trafic, créée par Serge Daney deux ans plus tôt. Depuis, il a publié plus de 40 articles, et plusieurs recueils, dont Le spectateur qui en savait trop (2008) et (F)au(x)tobiographies (2013).

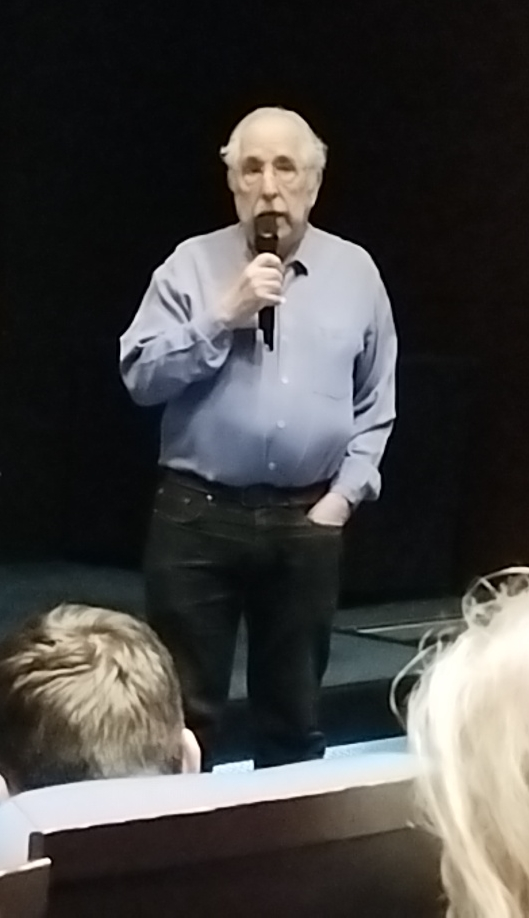
Mark Rappaport présentant Blue Streak à la Cinémathèque française, en mai 2023.

En mai 2012, il intente une action en justice contre le cinéaste Ray Carney pour avoir refusé de restituer les digital masters de ses films que le cinéaste avait auparavant confiés à Carney pour les transporter à Paris. La poursuite a ensuite été abandonnée en raison de l'augmentation des frais de justice, et Rappaport a lancé une pétition en ligne exigeant que Carney rende les maîtres,,.
À partir de 2014, il se tourne vers de courts essais vidéo sur l'histoire du cinéma, retraçant notamment les carrières d'acteurs (Anita Ekberg, Marcel Dalio, Debra Paget, Chris Olsen, Conrad Veidt, Will Geer) et des réalisateurs spécifiques (Douglas Sirk, Max Ophüls, Sergei Eisenstein, Jacques Tati et Robert Bresson).

### Vie privée
En 2005, il s'installe à Paris, où il vit depuis lors.

## Reconnaissance
L'œuvre de Mark Rappaport a été saluée par Roger Ebert, Jonathan Rosenbaum, Ray Carney, J. Hoberman, Dave Kehr et Stuart Klawans,, Ray Carney le considère comme le plus grand réalisateur américain contemporain.

## Filmographie
Films indépendants (1966–1990)
- 1966 : Blue Frieze (court métrage)
- 1966 : Mur 19 (court métrage)
- 1967 : Friends (court métrage)
- 1968 : Bay of Angels (court métrage)
- 1968 : The Stairs (court métrage)
- 1969 : Persepolis (court métrage)
- 1970 : Chronicle (court métrage)
- 1971 : Fluorescent (court métrage)
- 1971 : Blue Streak (court métrage)
- 1974 : Casual Relations
- 1975 : Mozart in Love
- 1977 : Local Color
- 1978 : The Scenic Route
- 1979 : Impostors
- 1980 : Mark Rappaport -- The TV Spin-off (court métrage)
- 1985 : Chain Letters
- 1990 : Postcards (court métrage)

Films en found footage (1992–2002)
- 1992 : Rock Hudson's Home Movies[10],[11]
- 1993 : Exterior Night (court métrage)
- 1995 : From the Journals of Jean Seberg
- 1997 : The Silver Screen : Color Me Lavender[12]
- 2002 : John Garfield (court métrage)

Essais vidéo (2014–présent)
- 2014 : The Vanity Tables of Douglas Sirk (court métrage)
- 2014 : Becoming Anita Ekberg (court métrage)
- 2015 : I, Dalio (court métrage)
- 2015 : Our Stars (court métrage)
- 2015 : Max & James & Danielle... (court métrage)
- 2015 : The Circle Closes (court métrage)
- 2016 : Debra Paget, For Example (court métrage)
- 2016 : Tati vs. Bresson : The Gag (court métrage)
- 2016 : Chris Olsen - The Boy Who Cried (court métrage)
- 2016 : Sergei / Sir Gay (court métrage)
- 2017 : The Double Life of Paul Henreid (court métrage)
- 2017 : The Empty Screen or The Metaphysics of Movies (court métrage)
- 2017 : Private Screenings (court métrage)
- 2018 : Will Geer - America's Grandpa (court métrage)
- 2019 : Conrad Veidt - My Life
- 2019 : Anna/Nana/Nana/Anna (court métrage)
- 2020 : L'Année dernière à Dachau (court métrage)
- 2020 : The Stendhal Syndrome or My Dinner with Turhan Bey (court métrage)
- 2021 : Two for the Opera Box (court métrage)
- 2021 : Love in the Time of Corona (court métrage)
- 2021 : Martin und Hans (court métrage)